# دولت‌آباد (دامغان)
دولت‌آباد روستایی در دهستان قهاب صرصر بخش امیرآباد شهرستان دامغان استان سمنان ایران است.

## جمعیت
بر پایه سرشماری عمومی نفوس و مسکن در سال ۱۳۹۵ جمعیت این مکان ۱۲۱ نفر (۴۹خانوار) بوده‌است.